# Radar (brydż)
Sahara – brydżowa konwencja licytacyjna, jedna z wielu form obrony po otwarciu przeciwnika 1BA:
2♣ – 4+♠ 4+♥ 3+♣
2♦ – 4+♠ 4+♥ 3+♦
2♥ – 5+ 4+ w kolorach starszych, ręka nienadająca się na wejście 2m
2♠ – 5+♠ 4+ w kolorze młodszym
2BA – przynajmniej 5-5 w kolorach młodszych